# Koválovice u Tištína
Koválovice u Tištína je vesnice a severní část obce Koválovice-Osíčany v okrese Prostějov. V roce 2009 zde bylo evidováno 79 adres. V roce 2001 zde trvale žilo 177 obyvatel.
Koválovice u Tištína je také název katastrálního území o rozloze 2,28 km2.

## Historie
První písemná zmínka o obci pochází z roku 1349.

## Obyvatelstvo

### Struktura
Vývoj počtu obyvatel za celou obec i za jeho jednotlivé části uvádí tabulka níže, ve které se zobrazuje i příslušnost jednotlivých částí k obci či následné odtržení.
| Místní části   | Místní části              | 1869 | 1880 | 1890 | 1900 | 1910 | 1921 | 1930 | 1950 | 1961 | 1970 | 1980 | 1991 | 2001 | 2011 |
| -------------- | ------------------------- | ---- | ---- | ---- | ---- | ---- | ---- | ---- | ---- | ---- | ---- | ---- | ---- | ---- | ---- |
| Počet obyvatel | část Koválovice u Tištína | 223  | 238  | 251  | 262  | 266  | 274  | 286  | 210  | 211  | 214  | 209  | 190  | 177  | 181  |
| Počet domů     | část Koválovice u Tištína | 45   | 48   | 53   | 52   | 52   | 54   | 60   | 67   | 114  | 63   | 58   | 73   | 73   | 69   |

## Osobnosti
- Josef Kroutil (1879–1936) – československý generál
- Josef Šich (* 1942) – římskokatolický kněz

## Pamětihodnosti
- Kaplička sv. Dominika

## Fotogalerie

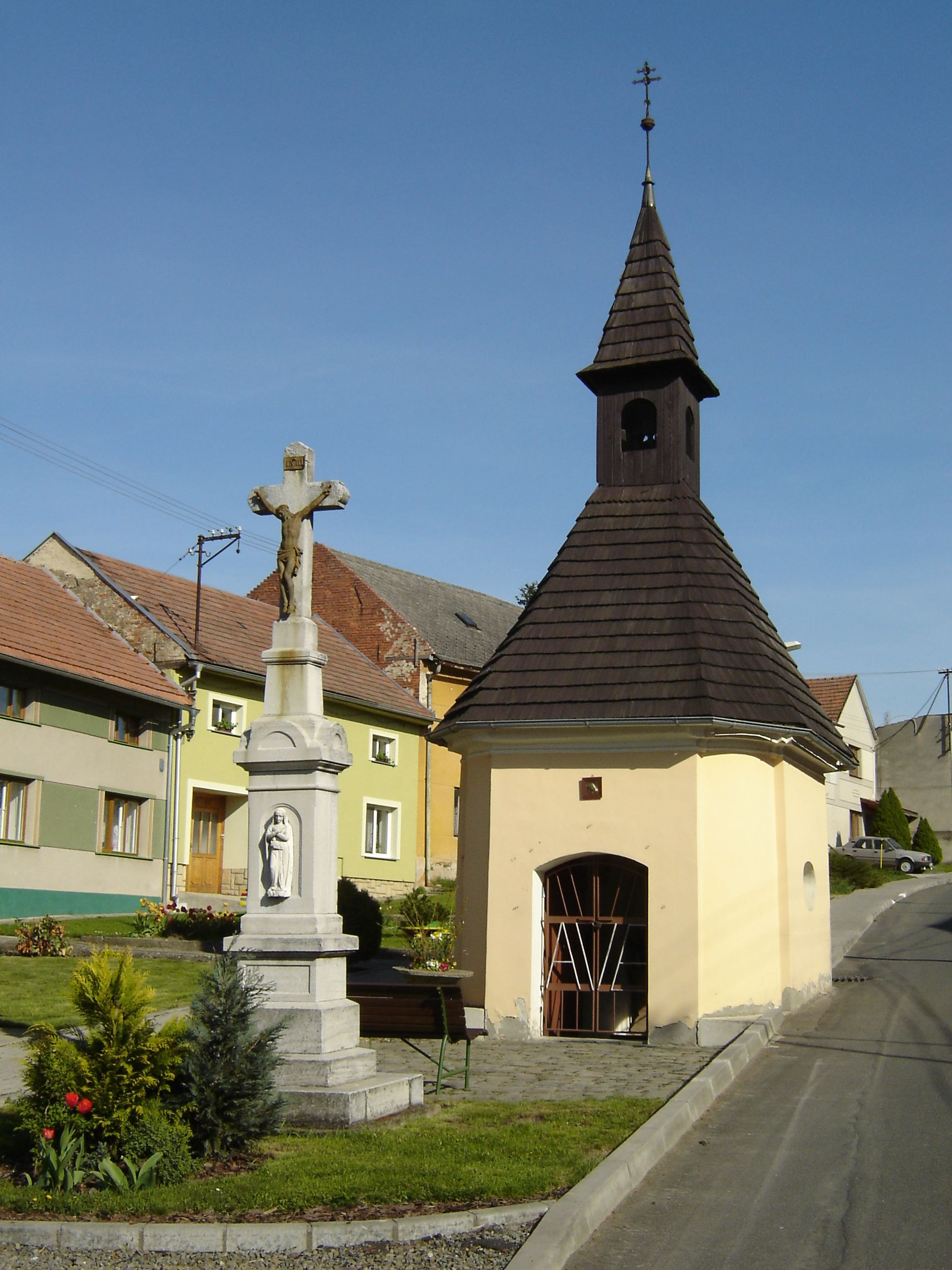
Kaple svatého Dominika
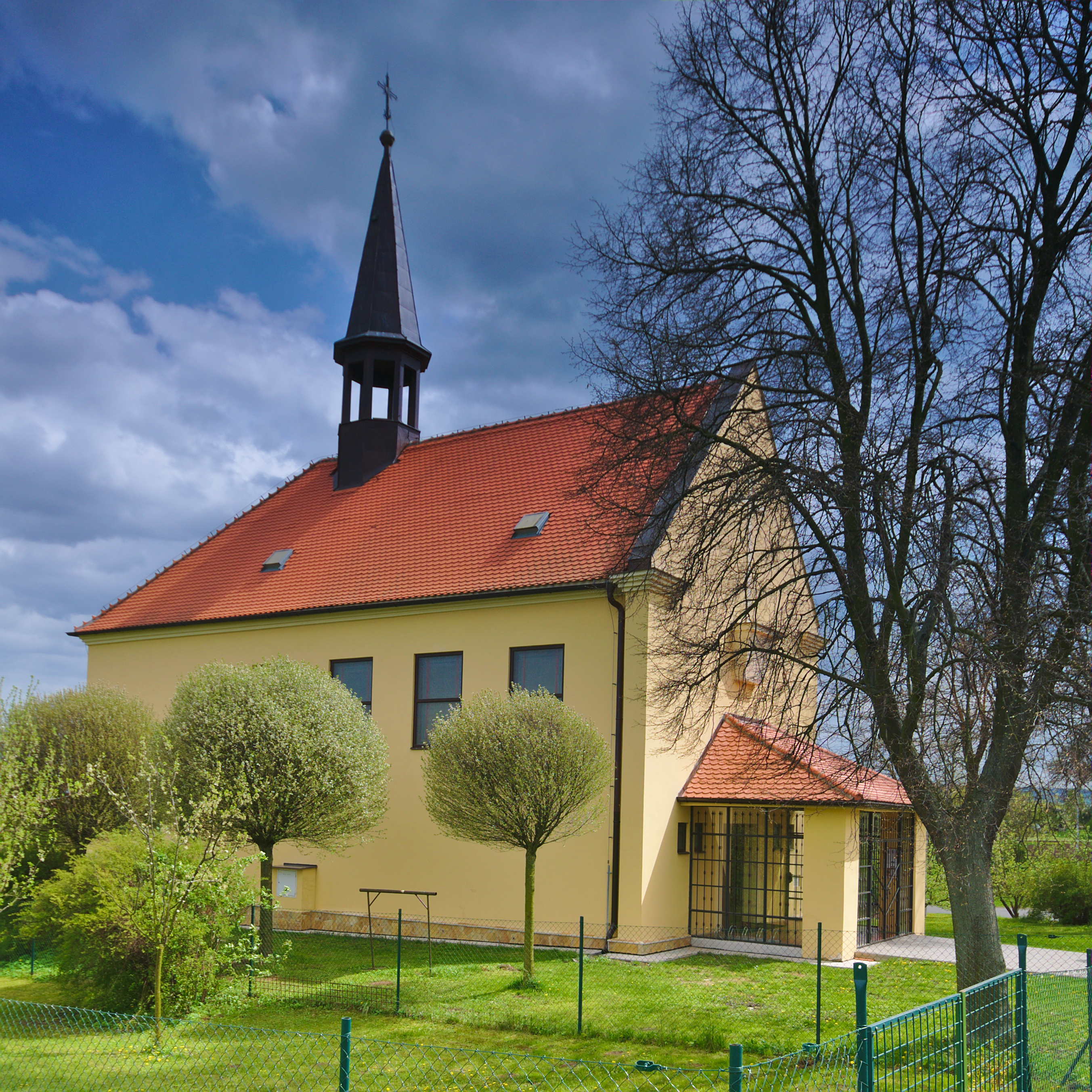
Kaple svatého Antonína Paduánského
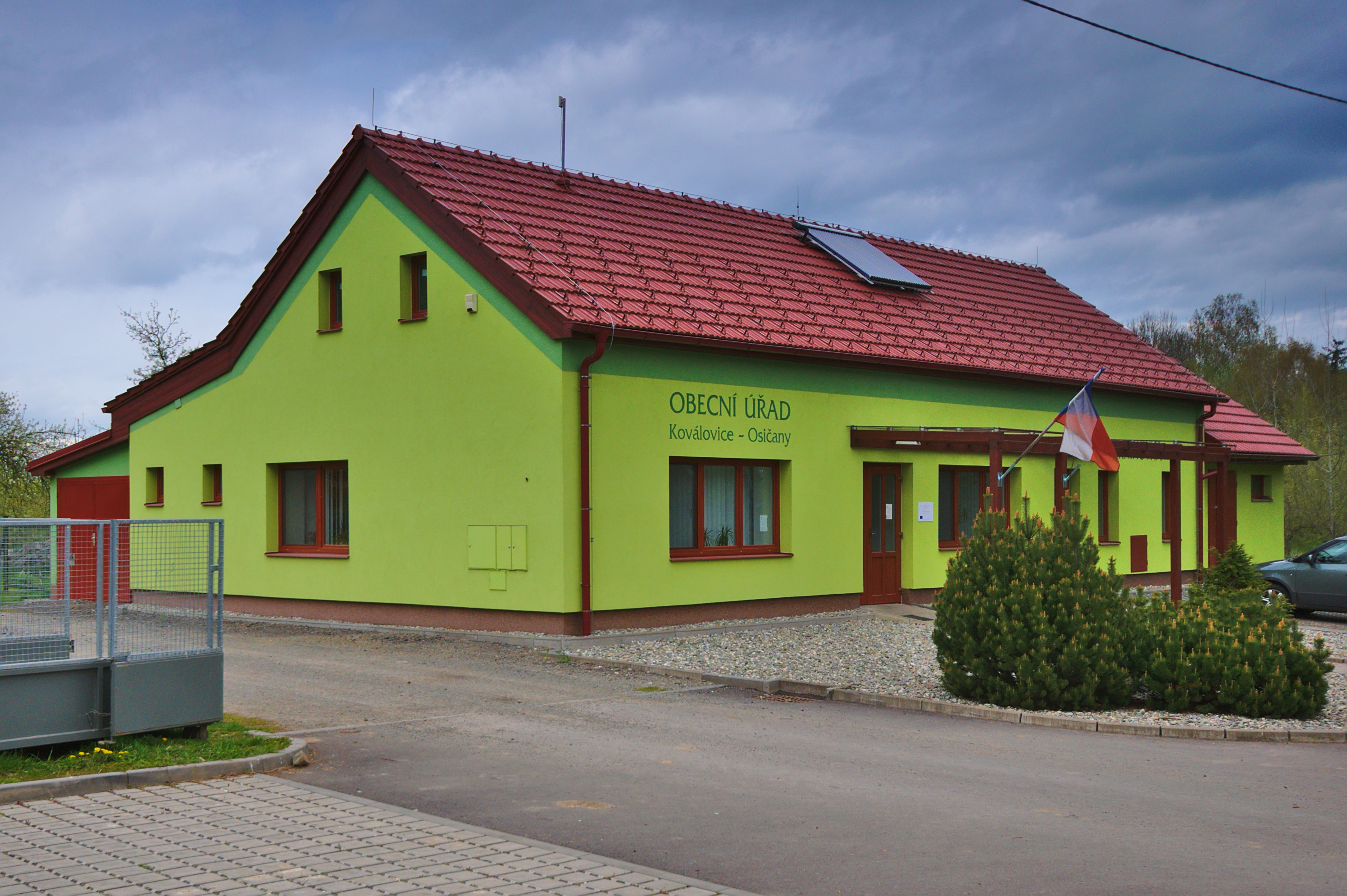
Obecní úřad
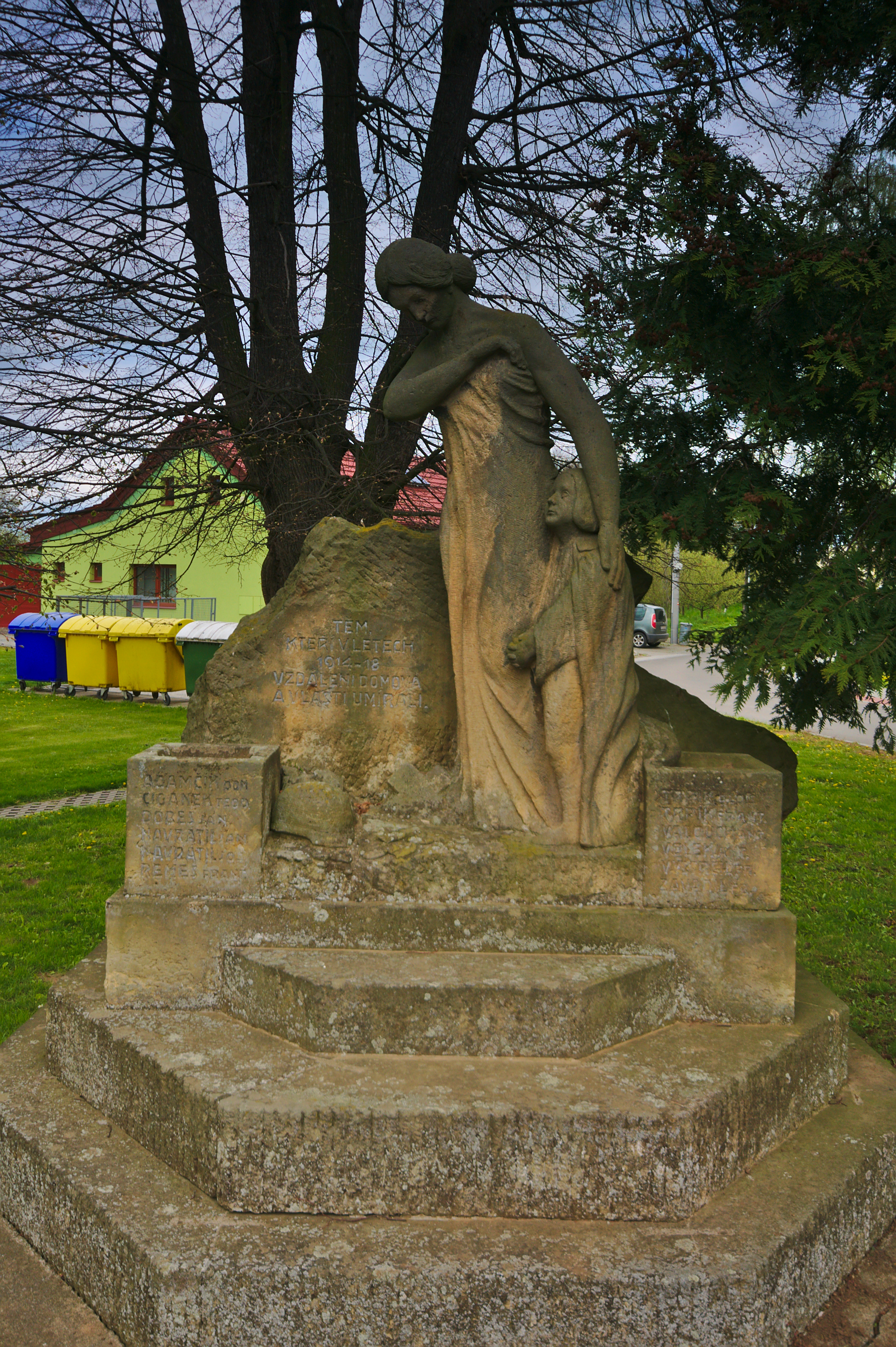
Památník obětem první světové války
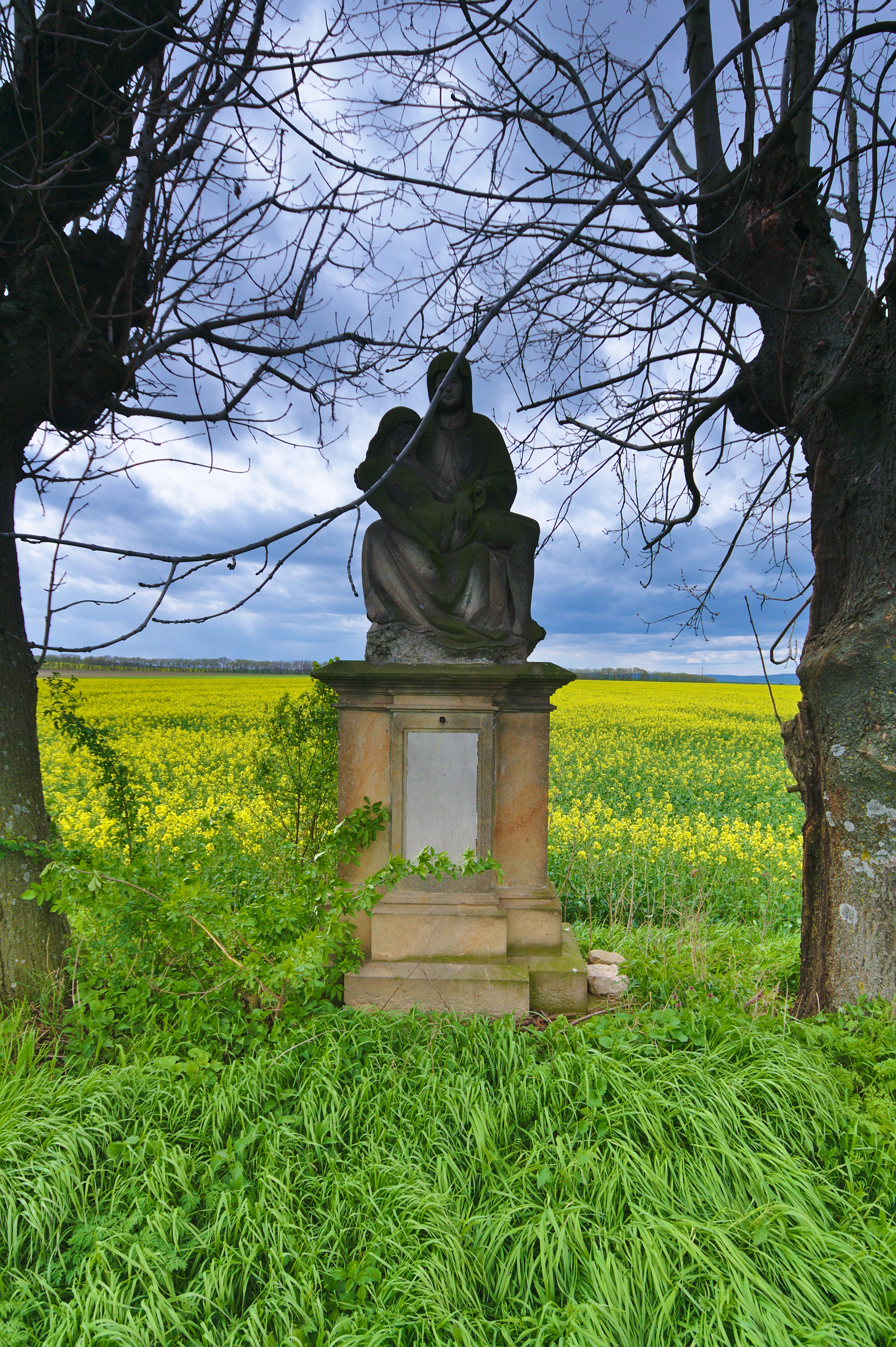
Socha u silnice do Tištína
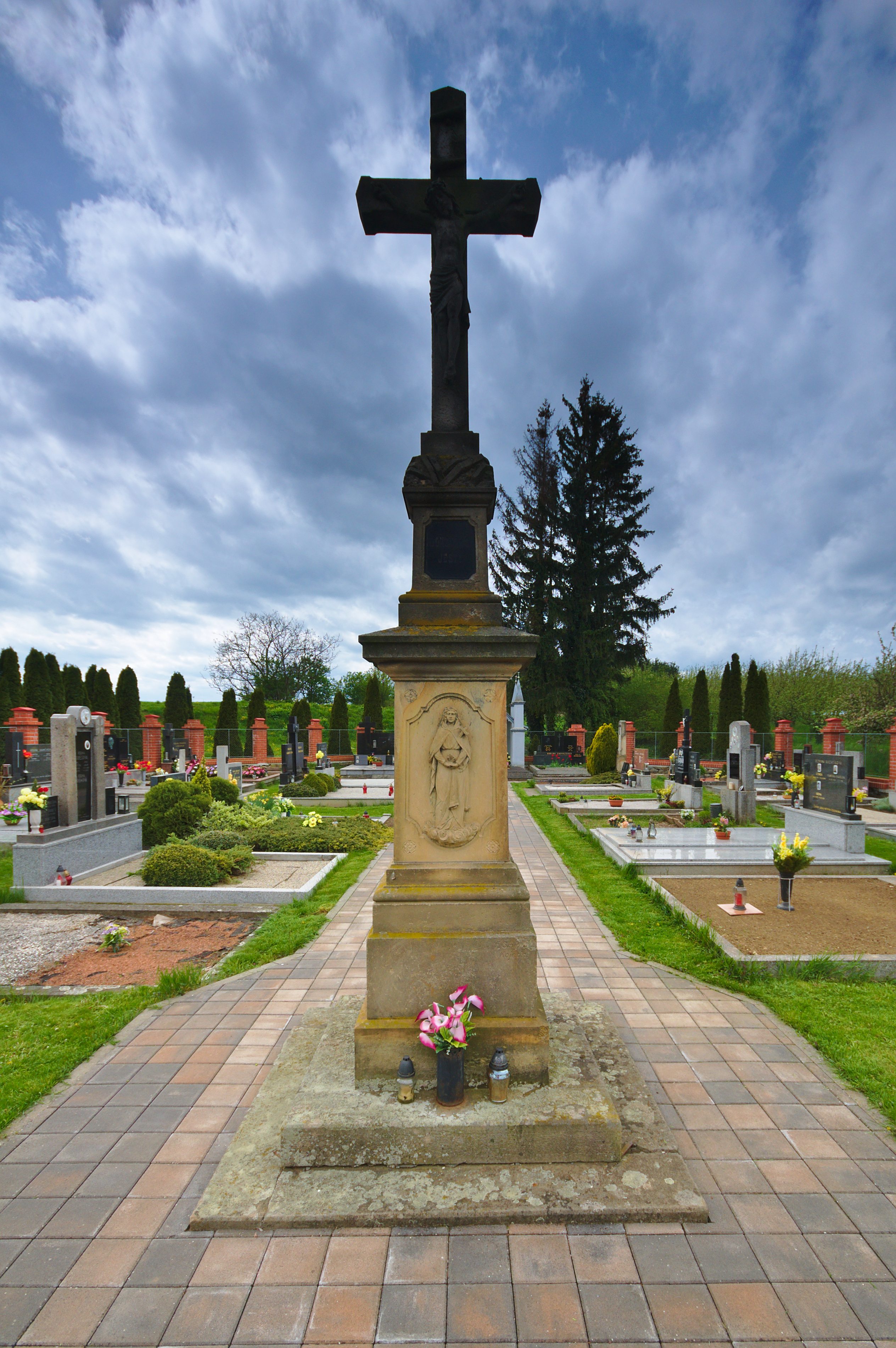
Kříž na hřbitově
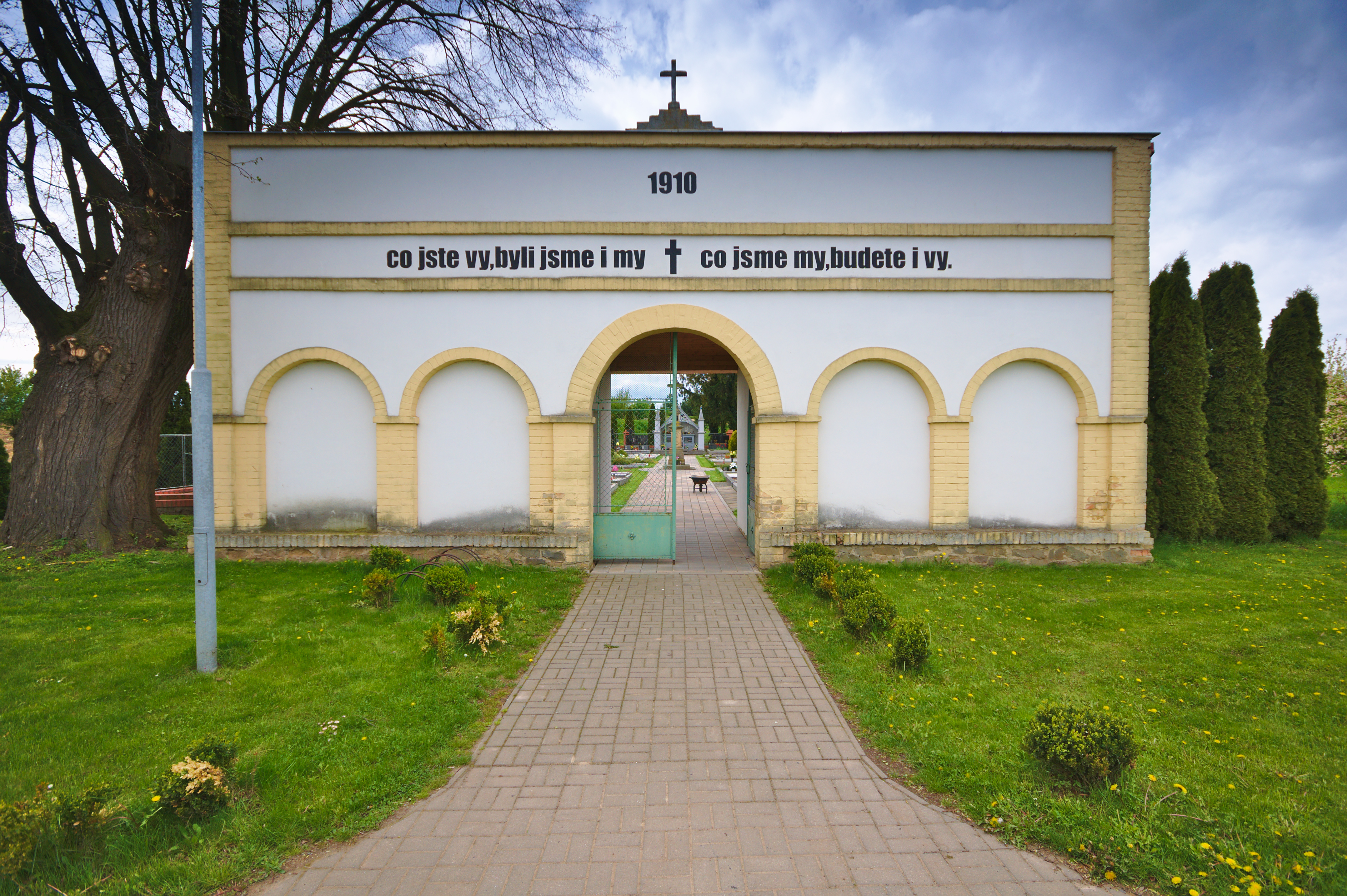
Vstup na hřbitov
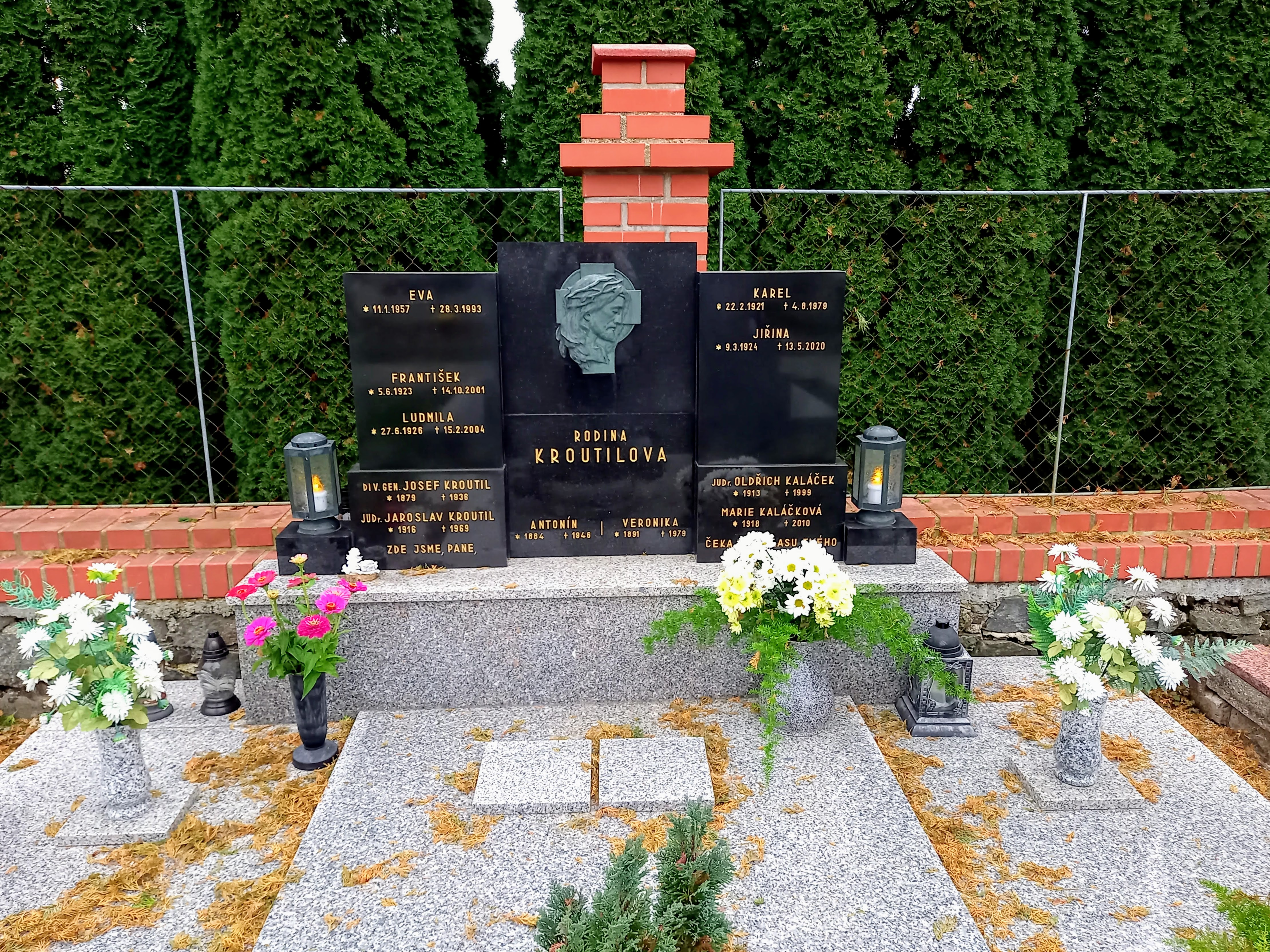
Hrob na generála Kroutila na místním hřbitově